# Pierre Darmon
Pierre Darmon (* 14. Januar 1934 in Tunis, Tunesien) ist ein ehemaliger französischer Tennisspieler und -funktionär.
Er gewann in seiner Karriere unter anderem Silber und Bronze bei Demonstrationswettbewerben der Olympischen Spiele und repräsentierte Frankreich über eine Zeitspanne von 13 Jahren und insgesamt 68 Matches im Davis Cup. Er zog 1963 ins Finale der French Open im Einzel ein und erreichte im gleichen Jahr mit Rang acht seine beste Weltranglistenplatzierung. Er trat 1968 vom aktiven Sport zurück und wurde Tennisfunktionär in verschiedenen Rollen. Darmons Spielhand war rechts.

## Karriere
Darmon gewann zwischen 1957 und 1968 insgesamt neun Mal die französischen Tennismeisterschaften und war in dieser Zeit und noch bis 1969 durchgehend die Nummer 1 der französischen Herrenrangliste.
Er erreichte 1963 als erster Franzose seit 1946 das Finale der French Open, das er in vier Sätzen gegen den damaligen Weltranglistenersten Roy Emerson verlor. Im selben Jahr erreichte er gemeinsam mit seinem Landsmann Jean-Claude Barclay das Finale der Doppelkonkurrenz der Wimbledon Championships, verlor aber auch hier gegen die mexikanische Paarung Rafael Osuna und Antonio Palafox mit 6:4, 2:6, 2:6 und 2:6.
Weitere Erfolge erzielte er 1968 in Mexiko, als Tennis sowohl als Demonstrationssportart (in Guadalajara) als auch als Exhibitionssportart (Mexiko-Stadt) Teil der Olympischen Sommerspiele war. Gemeinsam mit seinem mexikanischen Partner Joaquín Loyo Mayo gewann er im Herrendoppel zuerst Bronze im Demonstrationswettbewerb und anschließend Silber im Exhibitionswettbewerb. Mit seiner Frau Rosie erreichte er in den Mixedwettbewerben jeweils das Halbfinale.
Nach dem Ende seiner aktiven Karriere 1968 wurde Damon Tennisfunktionär in verschiedenen Rollen. Unter anderem war er von 1969 bis 1978 Turnierdirektor der French Open, im Jahr 1973 Direktor des europäischen Büros der Association of Tennis Professionals (ATP), der Vereinigung der männlichen Tennisprofis und Veranstalter der professionellen Tennistour. Von 1974 bis 1979 war er Teil des Board of Directors, dem Verwaltungsrat der ATP sowie zeitgleich Mitglied des Men’s International Professional Tennis Council. In den 1980er Jahren arbeitete er für die Tennisagentur ProServ und wechselte von 1990 bis 1996 als Vorsitzender zu ATP Europe.

## Davis Cup
Darmon spielte von 1956 bis 1967 für die französische Davis-Cup-Mannschaft und erreichte in den Jahren 1964 und 1966 zwei Mal das Finale des Europa-Zonenturniers, das aber jeweils verloren ging. Dabei bestritt er insgesamt 34 Begegnungen und 68 Matches. Von letzteren gewann er 44 und verlor 17. Er hat damit Rekordsieger der Davis-Cup-Mannschaft.

## Auszeichnungen
Im Jahr 1997 wurde Damon in die International Jewish Sports Hall of Fame aufgenommen.
Darmon wurde im Jahr 2002 mit dem Davis Cup Award of Excellence der International Tennis Federation und der International Tennis Hall of Fame ausgezeichnet, da er die „Ideale und den Geist“ des Wettbewerbs repräsentiert habe. Beide Organisationen verliehen ihm im Jahr 2019 darüber hinaus den Golden Achievement Award.

## Privates
Darmon wurde in Tunesien geboren und zog mit 17 Jahren alleine nach Paris, Frankreich. Er studierte an der Sorbonne, bevor er sein Studium zu Gunsten seiner Tenniskarriere abbrach.
Er ist verheiratet mit der ehemaligen Tennisspielerin Rosie Reyes, mit der er auch mehrfach im Mixed antrat. Die beiden haben drei Kinder.